# Garypus nicobarensis
Garypus nicobarensis es una especie de arácnido del orden Pseudoscorpionida de la familia Garypidae.

## Distribución geográfica
Se encuentra en las islas Nicobar (India).